# Омельницька сотня
Омельницька сотня (1648—1775 рр.) — військово-територіальна одиниця Війська Запорозького з центром у містечку Омельник. Створена наприкінці 1648 року у складі Чигиринського полку, в якому перебувала до 1661. За Реєстром мала 189 козаків. У 1661—1663 була в складі Кременчуцького полку, після ліквідації якого знову була в Чигиринському полку до 1667 року. За Андрусівським перемир'ям повинна була увійти до Полтавського полку, але фактично перебувала під владою Петра Дорошенка; після його капітуляції увійшла до Миргородського полку. У складі його перебувала до 1775 року. Після ліквідації Січі указом Катерини II сотня була розформована, а її територія (як повіт) ввійшла до Новоросійської губернії.

## Сотники
Шукот Іван (1649), Мисько (1658), Пащенко Дмитро (1672), Максим Федорович (1676), Авраменко Дмитро (1682), Демиденко Лаврін (1685, н.), Деркач Григорій Леонтійович (1709), Хвостенко Кіндрат (1711), Авраменко Трохим (1719), Леонтієв Кіндрат (1722—1723; 1725), Зубалій Федір (1729, н.), Остроградський Григорій Матвійович (1729—1760), Лавриченко Петро (1730, н.), Ляхович Петро (1772—1782).

## Населені пункти сотні в 1726—1730 рр.
Містечко Омельник, городок Манжелія, село Ламанова.

## Населені пункти сотні в 1750-х рр.
Містечко Омельник, містечко Манжелія, слобода Димидівка, село Ламана, хутори: Капніста, бригадира, біля р. Манжелії; Москова, полкового обозного, біля р. Омельничка; Пивогородиського монастиря біля р. Омельничка; Устимовича Назара, священика, біля р. Омельничка.